# Landiswil
Landiswil là một đô thị trong huyện Bern-Mittelland, bang Bern, Thụy Sĩ. Đô thị này có diện tích 10,26 km², dân số thời điểm tháng 12 năm 2020 là 619 người. Landiswill được đề cập lần đầu năm 1277 với tên Landoloswile.